# ホープレス・レコード
ホープレス・レコード（Hopeless Records）とは、アメリカ合衆国カルフォルニア州ロサンゼルスに本拠を置くインディーレコードレーベル。姉妹レーベルとしてSub City Recordsを擁する。All Time Low、Taking Back Sunday、The Used、Yellowcardなどポップパンク・エモ系のアーティストが数多く所属している。

## 来歴
1993年、カリフォルニア州ロサンゼルスでLouis Posenによってレーベルが創設される。
1997年、Mustard Plugの3rdアルバム『Evildoers Beware!』がレーベルで初めての5万枚のセールスを突破する。
1999年、姉妹レーベルとして非営利目的のSub City Recordsを設立する。
2002年、スライスの2ndアルバム『ザ・イリュージョン・オブ・セーフティ』がレーベル初の20万枚のセールスを突破する。また同年Sub City Recordsと共同でTake Action Tourを開催、それに伴いコンピレーションアルバム『Take Action!』をリリースする。その後どちらも毎年開催・リリースされるようになり、Take Actionはレーベルを代表するコンテンツとなった。
2003年、アヴェンジド・セヴンフォールドの2ndアルバム『ウェイキング・ザ・フォーレン』がレーベル初の50万枚のセールスを突破し、アメリカでゴールドディスクを獲得する。
2007年に発売したオール・タイム・ロウの2ndアルバム『So Wrong, It's Right』からのシングル「Dear Maria, Count Me In」が翌年アメリカでゴールドディスクを獲得する。
2009年7月、オール・タイム・ロウの3rdアルバム『Nothing Personal』が全米アルバムチャートで4位を記録する。
2012年3月、ザ・ユーズドの5thアルバム『Vulnerable』が全米で8位を記録する。また同年8月に発売したイエローカードの8thアルバム『Southern Air』が全米で10位を記録。さらに10月にはオール・タイム・ロウの5thアルバム『Don't Panic』が全米で6位を記録する。
2024年7月3日、ポニーキャニオン、株式会社GRIPともに新たに世界で活躍する日本発のバンド、アーティストを輩出するという3社共同プロジェクト『New Global Rock Artist』の始動を発表した。

## 主な所属アーティスト

### 現在所属しているアーティスト
- All Time Low - オール・タイム・ロウ
- Anarbor
- Between You & Me
- The Dangerous Summer
- Driver Friendly
- Enter Shikari - エンター・シカリ
- Guttermouth
- Mustard Plug
- Samiam
- Silverstein - シルヴァースタイン
- Stand Atlantic
- SUM41 - Sum 41
- Taking Back Sunday - テイキング・バック・サンデイ
- There for Tomorrow - ゼア・フォー・トゥモロー
- The Used - ザ・ユーズド
- We Are the In Crowd
- The Wonder Years
- Yellowcard - イエローカード
- coldrain - コールドレイン（日本）

### かつて所属していたアーティスト
- Against All Authority
- Amber Pacific - アンバー・パシフィック
- Atom And His Package
- Avenged Sevenfold - アヴェンジド・セヴンフォールド
- Dillinger Four
- The Human Abstract
- Mustard Plug
- Nural
- Thrice - スライス

## 主なディスコグラフィー
- Mustard Plug - Evildoers Beware! (1997年) レーベル初の5万枚のセールスを突破[1]
- Thrice - The Illusion of Safety (2002年) レーベル初の20万枚のセールスを突破[1]
- Avenged Sevenfold - Waking the Fallen (2003年) レーベル初の50万枚のセールスを突破、アメリカでゴールドディスクを獲得[1]
- All Time Low - "Dear Maria, Count Me In" (2007年) アメリカでゴールドディスクを獲得[2]
- All Time Low - Nothing Personal (2009年) 全米4位を記録[3]
- The Used - Vulnerable (2012年) 全米8位を記録[4]
- Yellowcard - Southern Air (2012年) 全米10位を記録[5]
- All Time Low - Don't Panic (2012年) 全米6位を記録[3]